# Trebus (Fürstenwalde/Spree)
Trebus ist ein Ortsteil der Stadt Fürstenwalde/Spree im brandenburgischen Landkreis Oder-Spree. Der bis 1993 selbständige Ort liegt rund 5 Kilometer nördlich des Stadtzentrums.

## Geographie
Das Dorf befindet sich an der Bundesstraße 168. Umgebende Ortschaften sind Jänickendorf und Beerfelde im Norden, Buchholz im Nordosten, Neuendorf im Sande im Südosten und Fürstenwalde/Spree im Süden. Im Westen schließt sich ein ausgedehntes Waldgebiet an, dort liegt Hangelsberg 7 Kilometer von Trebus entfernt.
Südwestlich der Ortschaft liegt der langgezogene Trebuser See, welcher trotz seines Namensbezuges auf Trebus stets zu Fürstenwalde gehörte.

## Geschichte

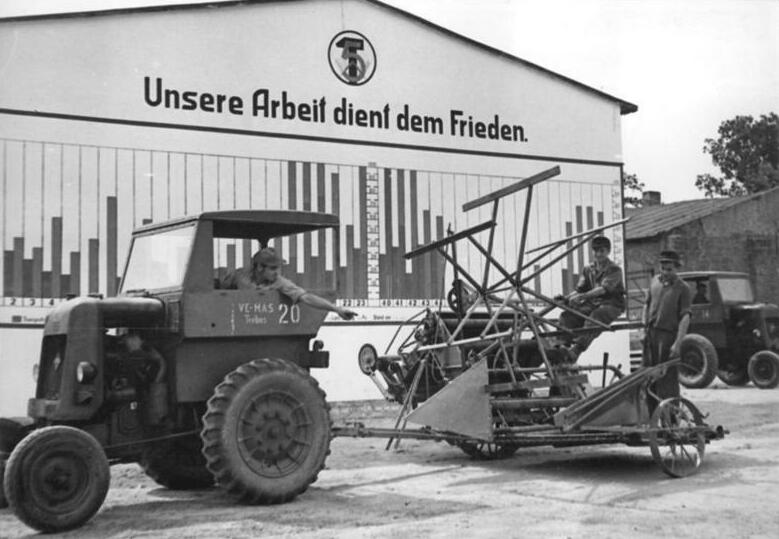
IFA RS03 „Aktivist“ mit einem aus Schrottteilen gefertigten Mähbinder auf der MAS Trebus, 1951

Die Region war vermutlich schon vorgeschichtlich besiedelt. Der Archäologe Albert Kiekebusch berichtete 1913 über Ausgrabungen einer neolithischen Siedlung bei Trebus und die dort gefundenen Pfostenlöcher. Der Ort wurde 1285 als Trybuss urkundlich erwähnt. Wie bei Trebus in der Oberlausitz deutet der slawischstämmige Name auf eine Rodungssiedlung hin; eine Deutung der Namensherkunft auf einen Personennamen lässt sich jedoch nicht ausschließen. Zu den Besitzverhältnissen ist überliefert, dass Trebus 1540 in den Besitz derer von Pfuel kam. Für 1567 steht der Kauf durch einen Andreas Lindholz bezeugt, nach 1573 durch den kurfürstlichen Rat Kaspar (von) Meinau, dessen gleichnamiger Sohn mit Trebus und Anteilen in Beerfelde belehnt wurde. Später gehörte das Rittergut verschiedenen Adelsfamilien, nach Unterlagen im BLHA denen von Schneiwindt, von Selchow und um 1842 von Risselmann. Im 19. Jahrhundert gelangte das Gut Trebus an die ursprünglich aus Italien stammende und spät geadelte Familie von Salviati, hier vertreten durch Wilhelm von Salviati-Trebus (1794–1869), verheiratet 1823 mit Adelheid Possert, nobilitiert in den preußischen Adelsstand 1830. Um 1879 weist das General-Adressbuch der Rittergutsbesitzer für die Provinz Brandenburg 624 ha für das kreistagsfähige Rittergut aus, davon waren 206 ha Forsten. Zum Gut gehörte damals eine Brennerei. Besitzer zu jener Zeit war der im Adressbuch der Millionäre erwähnte Premierleutnant Adalbert von Salviati-Trebus (1832–1894). Aus seiner zweiten Ehe stammt der Sohn Waldemar, nachfolgend verheiratet mit der Tochter des Historikers Walter von Boetticher, Hildegard. Dessen Schwester Agnes von Salviati-Trebus heiratete den Generalmajor Detlof von Schwerin. Gutserbe aber wurde aus erster Ehe mit Agnes von Borwitz und Harttenstein stammend der ältere Sohn Ulrich von Salviati (1866–1957), verheiratet mit Margarethe von Oppel. Alle drei Töchter des Gutsbesitzer-Ehepaares wurden noch in Trebus geboren. Die jüngste Tochter Gisela war später mit dem Mathematiker Werner von Koppenfels liiert. Zuvor kam das Gut Trebus, etwa vor 1923, in bürgerliche Hände. Gutsbesitzerin war Frau El. Willmann. Als Administrator fungierte, zumeist den Grundbesitzern seitens der Kreditgeber zur Seite gestellt, P. Schmidtmann. 1929 gehörte das ehemalige Gut Trebus mit 700 ha und nun als Staatsdomäne tituliert sowie das Vorwerk Beerfelde mit 207 dann dem Fiskus und war in Pacht gegeben bei Paul Schindler. Die letzte aktenkundige Verpachtung begann 1943.
Die aus dem späten 13. Jahrhundert stammende denkmalgeschützte Trebuser Kirche gehörte im Mittelalter zur Sedes Falkenhagen. Der einschiffige Bau wurde mehrfach zerstört und wiederaufgebaut. Nachdem die Kirche zum Ende des Zweiten Weltkriegs ausbrannte, erfolgte als letzte große Baumaßnahme der Wiederaufbau des teilverputzten Feldsteinbaus in den fünfziger Jahren. Im Jahr 2018 wird der Fachwerkturm vollständig abgetragen und neu errichtet. Am 10. August 2019 wurde die Wiedererrichtung des Fachwerkturms mit einem Gottesdienst gefeiert.

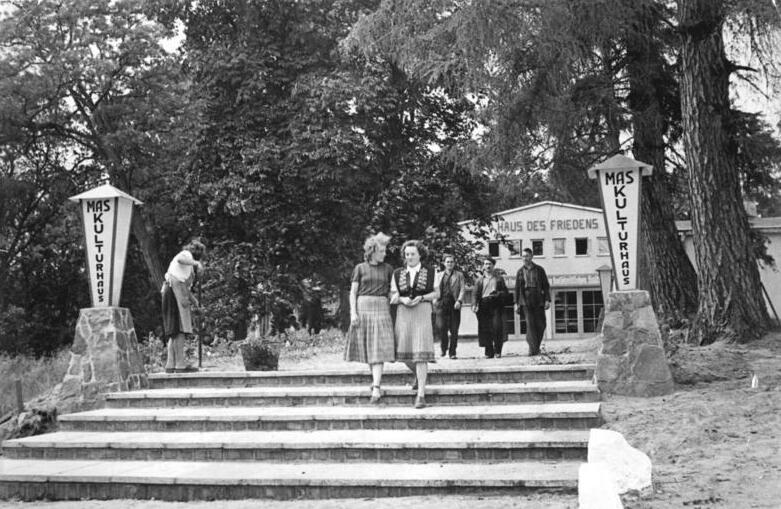
Kulturhaus der MAS Trebus, „Haus des Friedens“, 1951

Das ebenfalls im Zweiten Weltkrieg zerstörte Schloss wurde abgetragen. Die aus der Ruine gewonnenen Steine wurden beim Bau von Neubauernhäusern wiederverwendet. Auf dem Gutsgelände wurde ab 1949 eine Maschinen-Ausleih-Station (MAS) eingerichtet und 1951 an der Stelle der abgetragenen Schlossruine eines der ersten Kulturhäuser der DDR erbaut. Wegen seines Saals mit 180 Plätzen und der breiten Glasfassade zum See galt das „Haus des Friedens“ als eines der schönsten Kulturhäuser jener Zeit.
Die MAS Trebus wurde bald darauf in eine Maschinen-Traktoren-Station und in den sechziger Jahren in einen Kreisbetrieb für Landtechnik (KfL) umgewandelt.
Nach der Wende wurde Trebus am 6. Dezember 1993 nach Fürstenwalde/Spree eingemeindet. Auf dem KfL-Gelände befindet sich seit 2003 das Domizil der IFA-Freunde Trebus, die dort Fahrzeuge, Möbel, Lehrmittel und andere Gebrauchsgegenstände sammeln, die in der DDR produziert sowie aus anderen osteuropäischen Staaten importiert wurden.

## Ortsbeirat Trebus
Der Ortsbeirat Trebus der Stadt Fürstenwalde besteht aus folgenden fünf Mitgliedern:
- Stefan Filensky, Vorsitzender
- Josefin Bußmann, stellv. Vorsitzende
- Tobias Schumacher
- Monika Fiedler
- Markus Kern

Der Beiratsvorsitzende ist zugleich Ortsvorsteher.

### Ortsgeschichte
- Richard Leopold Heßler: Das Steinzeitdorf bei Trebus. Original, In: Sitzungsberichte des Vereins für Heimatkunde zu Müncheberg, Jg. 37, 1912. Reprint, In: Fürstenwalder Heimatgeschichten, Heft 18, Hrsg. Freundeskreis Museum, Fürstenwalde 2017. DNB
- Chronik des Ritterguts Trebus bei Fürstenwalde. In: G. F. G. Goltz: Diplomatische Chronik der ehemaligen Residenzstadt der Lebusischen Bischöfe Fürstenwalde von ihrer Erbauung bis auf die gegenwärtige Zeit. Enslin Buchhandlung (Ferdinand Müller), Berlin, Fürstenwalde 1837. Digitalisat

### Gutsgeschichte
- Genealogisches Handbuch des Adels, (GHdA), Adelige Häuser B (Briefadel), Band V, Band 26 der Gesamtreihe GHdA, Hauptbearbeiter: Hans Friedrich von Ehrenkrook; Mitarbeit: Friedrich Wilhelm Euler, C. A. Starke, Limburg an der Lahn 1961, S. 317 f. ISSN 0435-2408
- Gothaisches Genealogisches Taschenbuch der Adeligen Häuser 1942 B (Briefadel. Zugleich Adelsmatrikel der Deutschen Adelsgenossenschaft), Jg. 34, Justus Perthes, Gotha 191, S. 460–461. Digitalisat